# 圣托马 (埃纳省)
圣托马（法語：Saint-Thomas，法語發音：[sɛ̃ tɔma] ⓘ）是法国上法兰西大区埃纳省的一个市镇，属于拉昂区。

## 地理
圣托马（49°29'50"N, 3°49'17"E）面积2.5 平方千米，位于法国上法蘭西大區埃纳省，该省份为法国北部内陆省份，北起北部省，西接索姆省和瓦兹省，东临阿登省和马恩省，西南至塞纳-马恩省，东北部与比利时接壤。
与圣托马接壤的市镇（或旧市镇、城区）包括：艾泽勒、欧比尼昂洛努瓦、贝里约、库特里济和菲西尼、古德朗库尔-莱贝略、圣埃尔姆乌特尔和拉姆库尔。

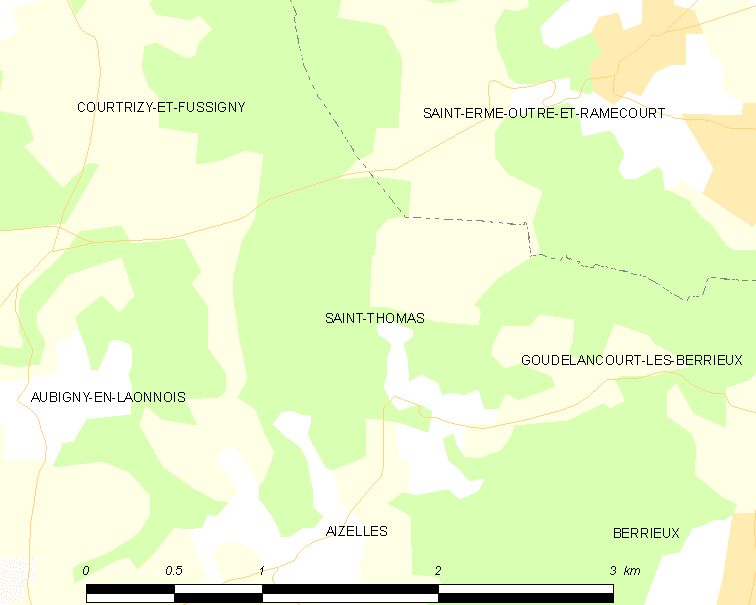
的OSM定位图

圣托马的时区为UTC+01:00、UTC+02:00（夏令时）。

## 行政
圣托马的邮政编码为02820，INSEE市镇编码为02696。

## 政治
圣托马所属的省级选区为埃纳河畔新城县。

## 人口

1962-2008年间人口变化图示

圣托马于2022年1月1日时的人口数量为72人。